# Estampie
L'estampie (o estampida in occitano) era una composizione musicale strumentale con carattere di danza, attestata già dal XII secolo e diffusasi tra il XIII e il XIV secolo.
È costituita da alcune sezioni (puncta), ognuna delle quali viene eseguita due volte con una diversa conclusione. A causa della sua trasmissione orale è pervenuto pochissimo a noi sulla sua origine. Si pensa che nacque intorno al XII secolo e si diffuse nelle corti dell'epoca. Le poche istampitte pervenuteci sono tutte conservate presso la Biblioteca nazionale di Francia sotto il nome di Manuscrit du roi.
Una delle estampie più famose è il Lamento di Tristano, di autore anonimo.

## Origini
Alcune poesie del V secolo sono ugualmente intitolate estampies, ma senza alcuna annotazione musicale, forse dei contrafacta da cantare su delle estampies note. Il trattato intitolato Musica vulgaris di Johannes de Grocheo descrive esplicitamente le estampies (stantipes) vocali e strumentali. Robertus de Handlo ne parla ugualmente nelle sue Regule come di brani che utilizzano essenzialmente valori ritmici molto rapidi. La sola fonte esistente di parole di estampies vocali è il MS Douce 308 della Bodleian Library di Oxford e può essere consultato in una raccolta a parte o nell'edizione completa del manoscritto. Kalenda Maya, una canzone del trovatore Raimbaut de Vaqueiras viene considerata come un possibile contrafactum di questo tipo, se si fa affidamento all'autore della sua vida, il quale racconta che Raimbaut avrebbe aggiunto queste parole a un'estampie eseguita in sua presenza da viellisti itineranti. Si tratta di una delle cinque estampies provenzali conosciute, insieme ad altre quattro di Cerverí de Girona conservate, purtroppo, senza musica.
Le tre fonti principali di estampies strumentali sono:
- il manoscritto francese 844 della Biblioteca nazionale di Francia detto Chansonnier du Roi (XIII - XIV secolo)
- le estampies italiane del Manoscritto di Londra aggiuntivo 29987 della British Library (XIV secolo)
- due estampies polifoniche complete e un frammento in un'intavolatura per organo del Codice di Robertsbridge della British Library (XIV secolo).

Tra le fonti secondarie, bisogna citare due tenori di mottetti (Motets) del manoscritto di Montpellier (XIII secolo) intitolato Chose Tassin (tre frammenti) e Chose Loyset (un frammento). Queste linee melodiche dal ritmo allungato onde servire da supporto alla composizione del discantus (polifonie superiori), sono in una forma aperta/chiusa e in un profilo che ricorda fortemente le estampies del Chansonnier du Roi, e costituiscono ognuna un punctum coerente. Inoltre, un danzatore di estampie di nome Tassin è già presente nelle fonti medievali. Tutto ciò porta a pensare che si tratterebbe di brevi frammenti di estampies oggi perduti, forse composti da Tassin e Loyset.
Lo stato attuale della ricerca musicologica non permette di confermare alcuna ipotesi sull'origine, la compilazione, la modalità di trasmissione o di esecuzione di questo repertorio. Non essendo la musica popolare annotata durante il medioevo (dato che la notazione richiedeva una solida formazione), sembra più plausibile che le estampies sopravvissute siano il riflesso di una tradizione musicale dotta. Alcuni testi menzionano questa danza in relazione alle abitudini di cortesia e di "buone maniere" della società raffinata dell'epoca (Il Decamerone di Boccaccio).

## Struttura
L'estampie ha una struttura fissa composta da più puncti, che sembra a quanto pare un termine generico per designare una frase. Ogni frase viene eseguita due volte, la prima termina con una formula che richiama una ripresa definita aperta e la seconda da una formula conclusiva chiamata chiusa. Questo aspetto è molto diffuso nella musica vocale dell'epoca. Inizialmente, le aperte e le chiuse sono identiche per tutti i puncti di una stessa estampie. I testi non ci lasciano che poche testimonianze in grado di immaginare la modalità in cui questi brani fossero eseguiti, e le restituzioni attuali tentano diverse soluzioni più o meno verosimili.
Possibile precursore della basse danse, l'estampie si trasforma poco a poco e non viene più molto ballata a partire dal Rinascimento.

### Forma musicale
L'estampie è costituita da quattro a sette sezioni, chiamate puncta, ognuna delle quali viene ripetuta, nella forma
aa, bb, cc, ecc..
Vengono fornite differenti "terminazioni" - ouvert (aperte) e clos (chiuse) - per la prima e la seconda frase di ogni punctum, in modo che la struttura possa essere
a+x, a+y; b+w, b+z; ecc..
Talvolta le stesse due "terminazioni" sono utilizzate per tutte le puncta, producendo una struttura
a+x, a+y; b+x, b+y, c+x, c+y, ecc..
Una struttura simile era condivisa dal saltarello, un'altra danza medievale.
Il primo esempio riportato di questa forma musicale è la canzone "Kalenda Maya", presumibilmente scritta dal trovatore Raimbaut de Vaqueiras (1180-1207) per la melodia di un'estampida eseguita da jongleurs francesi. 
Tutti gli altri esempi noti sono puramente brani strumentali.
Esempi del XIV secolo comprendono estampies con sottotitoli come Lamento di Tristano, La Manfredina, Salterello, Isabella, Tre fontane.
Sebbene l'estampie sia generalmente monofonica, sono anche riportati esempi di composizioni, nella forma di estampie, a due voci.

## Coreografia della danza
Il carattere dalla danza idealizzato di tutti questi brani suggerisce che l'estampie originariamente fosse una vera danza, ma non ci sono comunque manuali specifici sopravvissuti che la descrivano come tale. Le miniature e i dipinti del periodo sembrano indicare che essa implicasse salti abbastanza vigorosi. Alcune estampies, come la famosa Tre fontane, contiena una scrittura strumentale virtuosistica e fiorita, possibilmente intese come esecuzione musicale astratta, piuttosto che come effettiva musica per danza.

## Etimologia
L'etimologia del nome è discussa; un nome alternativo della danza è stantipes, suggerendo che un piede fosse stazionario durante la danza; ma l'etimologia più ampiamente accettata lo relaziona al termine tedesco stampen (battere del piede o pestare in un mortaio), al francese estamper e al provenzale stampir (marcare con, o battere il piede).